# Ксенство (Лодзинське воєводство)
Ксенство (пол. Księstwo) — село в Польщі, у гміні Александрув-Лодзький Зґерського повіту Лодзинського воєводства.
Населення — 175 осіб (2011).

## Демографія
Демографічна структура станом на 31 березня 2011 року:
|          | Загалом | Допрацездатний вік | Працездатний вік | Постпрацездатний вік |
| -------- | ------- | ------------------ | ---------------- | -------------------- |
| Чоловіки | 88      | 18                 | 62               | 8                    |
| Жінки    | 87      | 22                 | 52               | 13                   |
| Разом    | 175     | 40                 | 114              | 21                   |